# 尼古拉·列别坚科

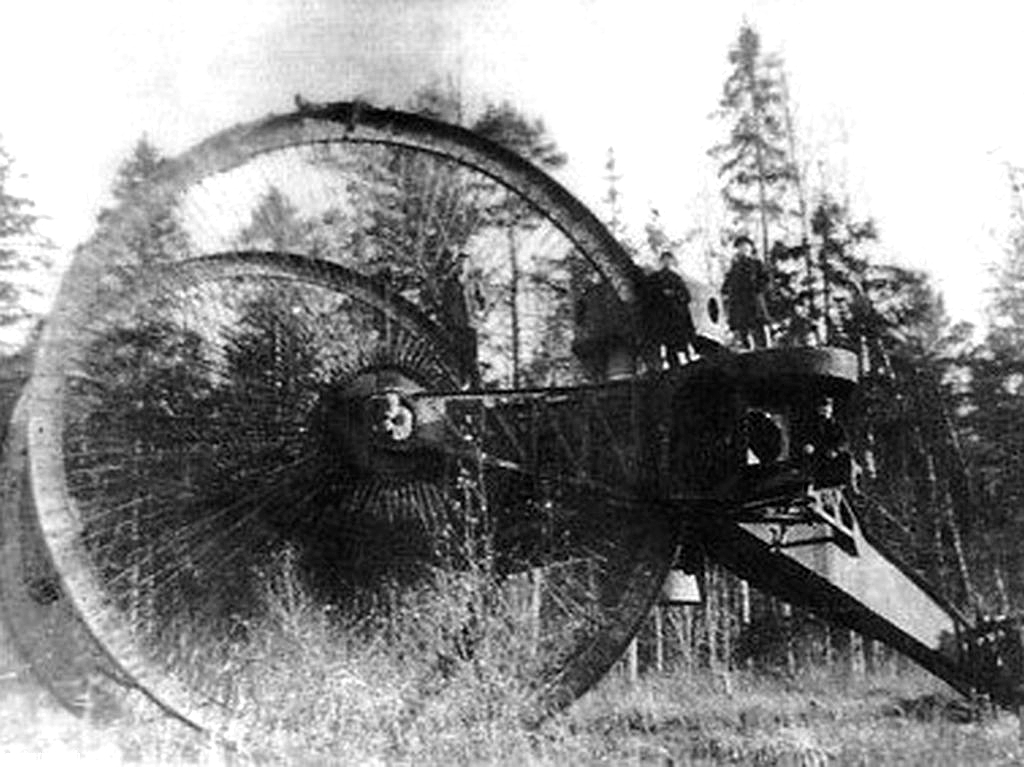
尼古拉·列别坚科的最高杰作，沙皇坦克

尼古拉·尼古拉耶维奇·列别坚科（俄语：Николай Николаевич Лебеденко）是一位俄罗斯帝国军事工程师，也是俄罗斯第一批坦克的设计师之一。他的最大成就是于1916年至1917年建造历史上最大的装甲坦克，通常被称为列别坚科坦克或沙皇坦克。

## 生平
列别坚科受雇于一家私营公司，该公司曾在俄罗斯军事部门工作，在第一次世界大战之前和期间负责设计火炮装置，以及为伊利亚·穆罗梅茨轰炸机装备炸弹释放装置。
关于列别坚科的传记或他的出生和死亡年份鲜为人知。在战争期间，他在莫斯科的Sadovaya-Kudrinskaya街上拥有一个私人实验室，他在那里为俄罗斯帝国军事部门（包括沙皇坦克）开发项目。他的想法引起了尼古拉·叶戈罗维奇·茹科夫斯基的注意，两人是在俄罗斯第十二届（1909年12月28日-1910年1月6日）科学和医学会议上相识，并向列别坚科推荐他的侄子亚历山大·亚历山德罗维奇·米库林和鲍里斯·斯捷奇金两人作为合作者。在研发项目准备就绪后，他将其沙皇坦克的研究构想提交给地方自治局和负责人格奥尔基·叶夫根耶维奇·李沃夫亲王，后者随后安排列别坚科与沙皇尼古拉二世进行交流。尼古拉二世随后从个人资金中拨出21万卢布用于建造沙皇坦克的原型。该原型已于1915年夏天准备就绪，但实验结果并不令人满意。在测试过程中，由于沙皇坦克重量分配计算不正确且发动机功率不足，导致沙皇坦克的后轮卡在了沙土中，从此动弹不得被迫废弃。此外，巨大的车体也极易受到火炮的攻击。
1917年秋天，他离开俄罗斯前往美国后，对列别坚科的事迹从此一无所知。